# Pablo Livas
Pablo Livas Montemayor (Marín, Nuevo León, 15 de diciembre de 1872 - Laredo, Texas, 8 de febrero de 1915) fue un destacado profesor, educador y escritor mexicano, considerado uno de los mejores representantes de la educación, especialmente en el Estado de Nuevo León, donde fue declarado Benemérito a la Educación, junto a otros renombrados educadores neoleoneses como Serafín Peña y Miguel F. Martínez.

## Biografía
Nació en Marín, Nuevo León, el 15 de diciembre de 1872, siendo hijo de Antonio Livas e Isabel Montemayor. Realizó sus estudios primarios en la escuela pública de Marín, a cargo del profesor Leocardio González, de quien recibió la instrucción primaria mediante el sistema de educación lancasteriana todavía vigente en los municipios del Estado. 
Cursó dos años de estudios superiores en la sucursal del Colegio Civil establecida en esa misma población, donde Livas aprendió Latín, Filosofía, Matemáticas y Español, y sin embargo se vio obligado a abandonar sus estudios, en vista de que su familia buscaba mejores condiciones de vida. Se trasladaron a El Cercado, en el municipio de Villa de Santiago, donde su padre acudió a trabajar en negocios relacionados con la fábrica de hilados "El Porvenir".
Tiempo después, comenta el maestro Plinio D. Ordóñez: 
«El señor Livas padre vivía, a la sazón, en la Doctor González, N.L., en situación casi precaria, y deseando aliviarla un tanto, convino con las autoridades que su hijo Pablo, se hiciera cargo de la Dirección de la Escuela Pública prestando servicios como Ayudante. Así en el año de 1892, se inició el joven Livas en el Magisterio.»
En 1894 se trasladó a Monterrey e ingresó a la Escuela Normal para Maestros, obteniendo el título de profesor el 7 de agosto de 1897. Cursó, además, dos años de jurisprudencia, y en 1901 fue designado director de la Academia para Señoritas e inspector escolar.
Catedrático de la Escuela Normal durante muchos años, se distinguió por sus innovaciones como educador. Publicó La Escuela Nuevoleonesa, de gran circulación, donde dio a conocer sus escritos pedagógicos. Colaboró también en El Pobre Balbuena, en Claro Oscuro y en El espectador, de Monterrey. Fue también redactor de El Progreso, de Laredo, Texas.
Murió en Laredo, Texas, el 8 de febrero de 1915.

## Obra
- Lecciones de física infantil (1908)
- El estado de Nuevo León. Su situación económica al aproximarse el centenario de la Independencia de México (1909)
- Gramática castellana (1910)
- Lecciones de cosmografía (1913)
- Curso de moral (1913)
- Instrucción cívica (1927)
- Lecciones de fisiología e higiene
- Geografía de Nuevo León
- Metodología general y aplicada